# Hüvelygomba

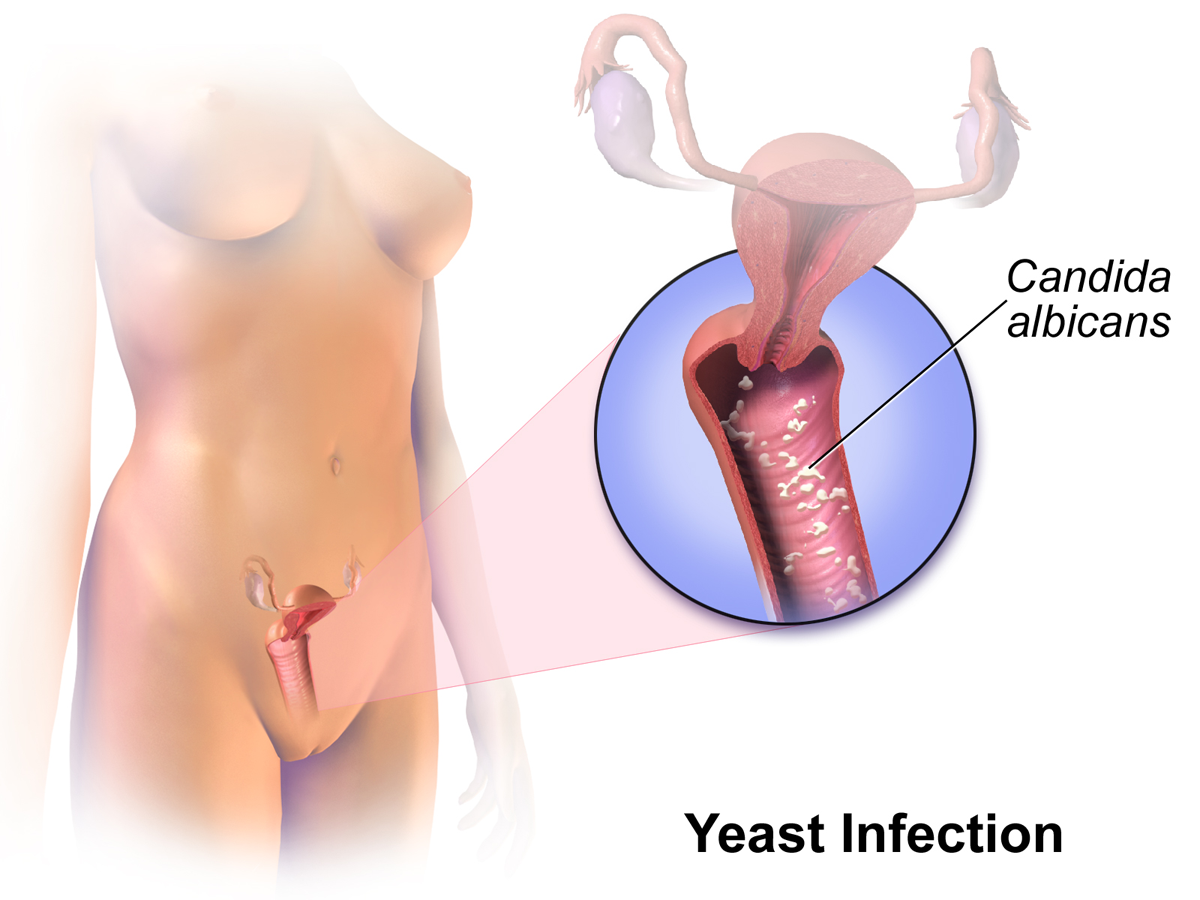
Hüvely gombás fertőzése

A hüvelygomba a női hüvely gombás fertőzése, latin nevén vulvovaginalis candidiasis.

## Tünetei
- A leggyakoribb és a legjellegzetesebb a hüvely környékén hirtelen jelentkező viszketés.
- Időnként vagy rendszeresen sűrű, fehér, túrós vagy aludttejhez hasonló, szagtalan hüvelyváladék jelentkezik. A hüvelyváladék mennyisége és minősége is megváltozhat.
- Ezen kívül előfordulhat még: kellemetlen érzés a hüvelyben, szeméremtesti égés, közösülési fájdalom és nehézség, vizelési panaszok.

A húgycsőnyílás közelsége miatt gyakran fordul elő egyidejűleg hólyaghurut is, amely gyakori vizelési ingerrel járhat együtt.

## Előfordulása
A hüvelyi folyás a nők egyik leggyakoribb panasza, amely a gyermekkortól egészen az öregkorig előfordulhat. Különösen hajlamosak a fertőzésre a várandós anyák, a cukorbetegek, az antibiotikumot vagy magas hormontartalmú fogamzásgátló tablettát szedők és a legyengült immunrendszerű nők. Bővebb hüvelyváladékozás betegség nélkül, élettani körülmények között is jelentkezhet, de az esetek túlnyomó többségében fertőzés áll a panaszok hátterében. Ha a folyás oka fertőzés, legtöbbször hüvely-, vagy méhnyakgyulladással találkozunk.
Normál körülmények között a hüvelyi flóra domináns részét képezik a tejsavbaktériumok (más néven laktobacilusok), melyek a hüvelyben levő szénhidrátokat tejsavvá bontják le. A hüvely normális pH-ja enyhén savas (3,8-4,2), amelynek a tejsavbaktériumok a legfőbb biztosítói. Többek között ez teszi lehetővé a fertőzések elleni védekezést. A hüvelyben számos baktériumfaj  él, ezek ökológiai egyensúlya biztosítja, hogy a különböző baktériumok ne okozzanak fertőzést. A hüvelyi flóra részét képezi a Candida albicans nevű gomba is, mely a hüvelyfertőzések egyik leggyakoribb kórokozója. Ha valami miatt a hüvelyflóra egyensúlya felborul, a fonalgomba elszaporodhat.

## A hüvely működése
A hüvely a kismedence alján helyezkedik el. Felső részével kapcsolódik a méhnyakhoz, alsó része a szeméremajkaktól védve nyílik a gáton a húgycsőnyílás és a végbélnyílás között. Fontos feladata, hogy egészséges egyensúlyt tartson fenn a benti és a kinti világ között, de tartsa távol a kórokozókat. Ennek legfontosabb eszköze a hüvelyváladék-termelés. Az említett testnyílások közelsége a gáton számos mikroszkopikus méretű élőlény számára biztosít kedvező életfeltételt. Ezek nagy számú jelenléte még nem jelent azonban feltétlenül betegséget.
A hüvelyfalat többrétegű, el nem szarusodó laphám fedi, mely a havi ciklusnak megfelelően reagál a nemi hormonok szintjének változásaira. Ennek következtében a menstruáció előtt nagy számban válnak le sejtek a hüvelyhám felső rétegéből. A hüvelyfalakat a képződő váladék tartja nedvesen. A hüvelyváladék a belső nemi szervek hámjának élettani körülmények között termelt váladékából és sejtes elemekből áll. A sejtes elemeket – az említett levált hámsejteken kívül – csak mikroszkóppal látható élőlények (hüvelyi flóra) alkotják.

## Mi okozza?
Több elmélet létezik arra nézve, mi okozhatja a gombafertőzés kiújulását:
1. Hormonháztartás-változás: a probléma gyakrabban jelentkezhet terhesség alatt, fogamzásgátló szerek szedése mellett, vagy a menstruációt közvetlenül megelőző napokon.
2. Legyengült immunrendszer
3. Allergiás reakció

Az egyik leggyakoribb fertőzéstípust a sarjadzógombák okozzák. A betegség érinti a hüvelyt és a külső nemi szerveket, emiatt orvosi nyelven vulvovaginalis candidosisnak (VVC) nevezik. A fertőzés hátterében leggyakrabban a Candida albicans, egy kisebb hányadban pedig az ún. non-albicans Candida törzsek állnak.
Ezek a gombafajok tehát a hüvelyben is előfordulnak, mint az élettani flóra tagjai. Ilyenkor panaszok nincsenek, a klinikai vizsgálat során a nemi szervek alsó szakaszán gyulladásos jelek nem észlelhetők, viszont laboratóriumi vizsgálattal a gomba alacsony csíraszámban kimutatható. Fertőzés az ilyen esetekben nem alakul ki a szervezet védekező mechanizmusainak köszönhetően. A sarjadzógombák a normális bélflóra tagjai, a táplálkozással jutnak a szervezetbe. A szeméremtestre, a gátra és a hüvelybe elsősorban a végbél felől történő szennyezéssel kerülnek.
Amennyiben a sarjadzógombák jelenlétéhez gyulladásos tünetek társulnak, fertőzésről (VVC) beszélünk. A tünetekkel járó fertőzést mai ismereteink szerint minden esetben a sarjadzógombák tünetmentes jelenléte előzi meg. A kialakult klinikai tünetek változatos képet mutatnak. Feltételezhető, hogy a gombák által termelt enzimek, a hámsejtek hártyáját károsítva jutnak a mélyebben fekvő sejtekhez. A gombák behatolására és elszaporodására a hüvelyhám gyulladásos reakcióval válaszol, melyet vérbőség és a sejtek fokozott leválása kísér.

## Kezelése
A betegség kezeléséhez általában gyógyszeres segítség szükséges, az antibakteriális mosakodószerek nem alkalmasak a fertőzés legyőzéséhez. Vitatott kérdés, hogy szükséges-e a partner kezelése is. Egyes vélemények szerint így nem lehetséges a fertőzés, mások szerint igen. A biztonság kedvéért javasolt a partnereket együtt kezelni.
- helyi kezelés – gombaellenes hatóanyagú hüvelykúppal, esetleg kiegészítve a környékére alkalmazott gombaellenes krémmel vagy kenőccsel
- szisztémás (belső alkalmazású, orális) kezelés – gombaellenes hatóanyagú tabletta vagy kapszula formájában. Ez különösen fontos visszatérő fertőzés esetén. Célszerű lehet rövidebb szünet után, még ha panaszmentes is az időszak, újabb gyógyszeres kúrát tartani, így megelőzhető a fertőzés újbóli kialakulása.